# Widłowe Wrótka
Widłowe Wrótka (słow. Vidlové vrátka, ok. 2110 m) – przełączka w masywie Młynarza w słowackich Tatrach Wysokich. Znajduje się pomiędzy Widłową Kopką a Pośrednią Widłową Turnią, w krótkiej grańce, która od Widłowej Kopki biegnie w kierunku południowo-wschodnim, rozdzielając górną część Widłowego Żlebu (zwanego też Żlebem pod Widłę) na dwie gałęzie.
Bezpośrednio nad siodłem przełączki wznosi się pionowy, około 15-metrowy uskok Pośredniej Widłowej Turni. W kierunku wschodnim opada z niej skalisto-trawiasty żlebek, łączący się z orograficznie lewą gałęzią Widłowego Żlebu. Przez Widłowe Wrótka prowadzi jedna z łatwiejszych, nieznakowanych dróg na wierzchołek Młynarza.
Nazwę przełączki utworzył Władysław Cywiński.

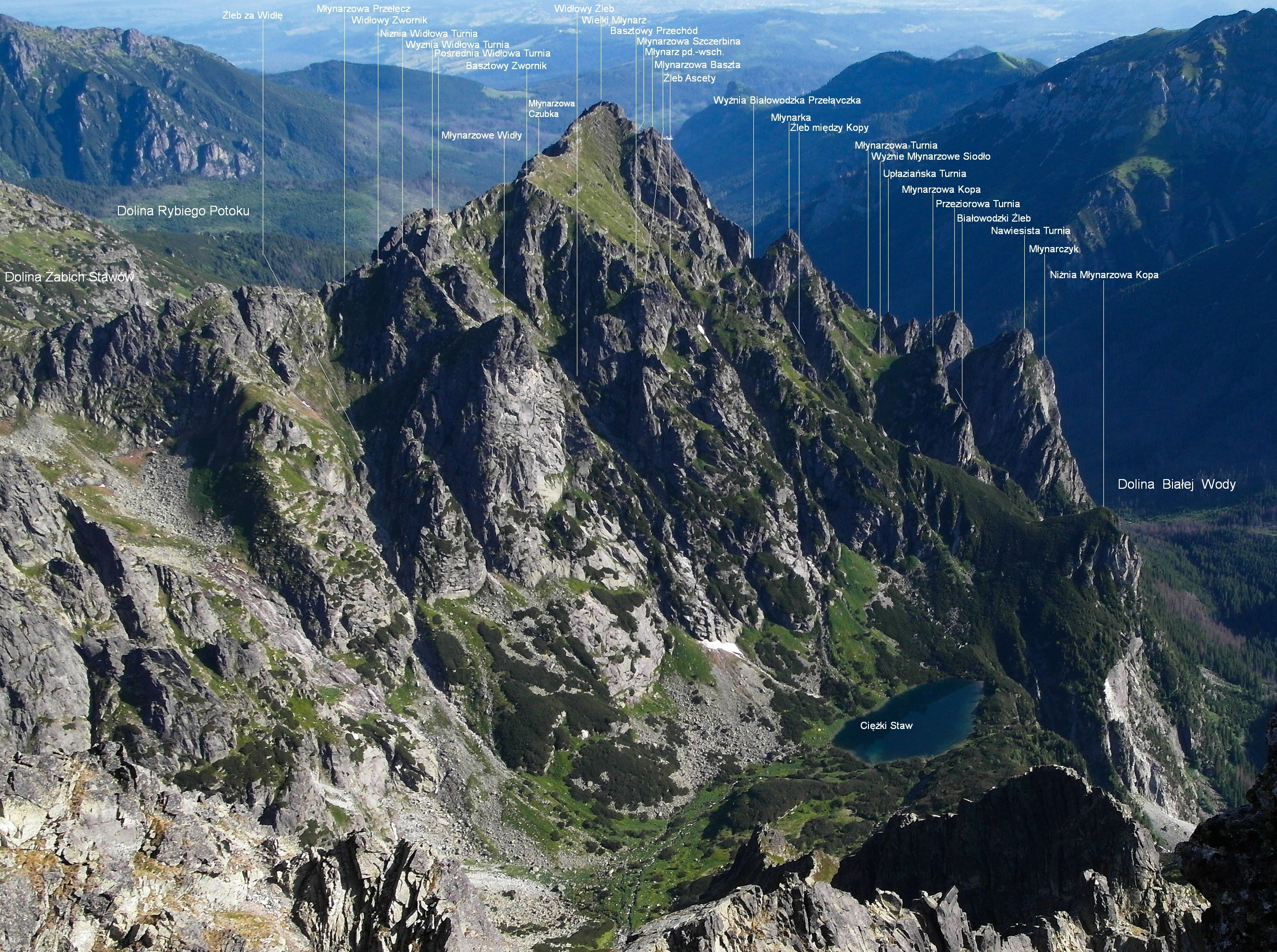
Położenie Widłowych Wrótek w masywie Młynarza